# Les Époux Arnolfini
Les Époux Arnolfini est le nom donné à une peinture sur bois (82,2 × 60 cm) du peintre primitif flamand Jan van Eyck datant de 1434, conservée à la National Gallery de Londres.

## Histoire

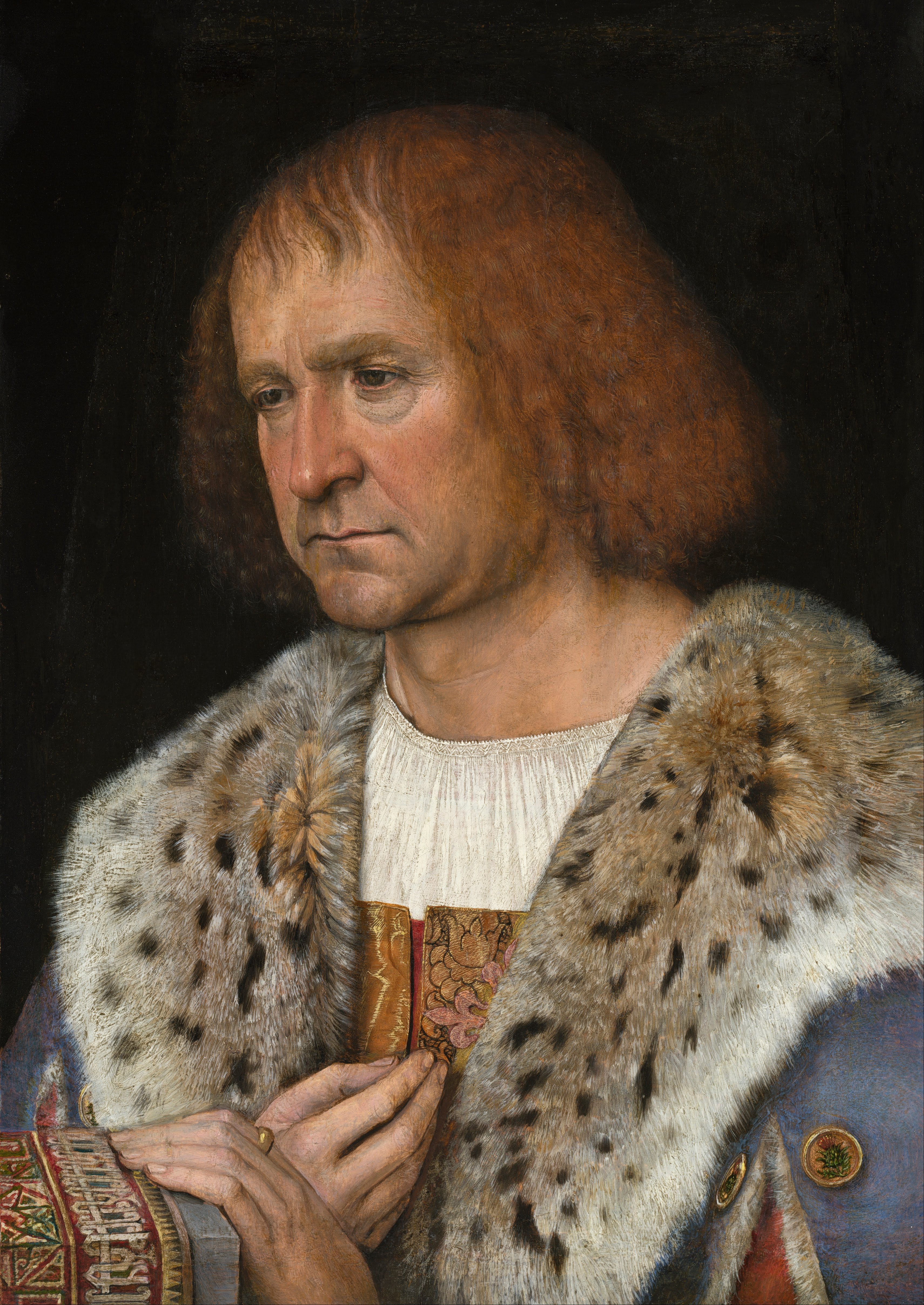
Portrait présumé de Diego de Guevara, le premier propriétaire connu du tableau, par Michel Sittow.

Peu de choses sont connues du tableau avant qu'il ne rejoigne la National Gallery de Londres.
- En 1516, le tableau appartient à Marguerite d'Autriche. Un inventaire dressé cette année-là le décrit ainsi :

« Un grand tableau qu'on appelle Hernoul-le-Fin avec sa femme qui fut donné à Madame par Don Diégo, les armes sont en la couverture dudit tableau. Fact du peintre Johannes,. »

- En 1524, un autre inventaire des possessions de Marguerite d'Autriche donne la description suivante :

« Un autre tableau fort exquis qui se clot à deux feuillets, où il y a peint un homme et une femme, étant debout, touchant la main l'un de l'autre, fait de la main de Johannes, les armes et devise de feu Don Diego est dit deux feuillets. Nommé le personnage : Arnoult fini. »

- Le tableau passe ensuite aux mains de Marie de Hongrie, qui l'emporte en Espagne, où il figure dans un inventaire dressé en 1558[4].
- Dans un livre sur les antiquités flamandes publié en 1568, Marcus van Vaernewyck affirme que le tableau aurait été acheté par Marie de Hongrie à un barbier de Bruges et le décrit comme un petit tableau d'un homme et d'une femme se tenant par la main et comme unis par la foi[5],[N 2].
- En 1599, le voyageur allemand Jacob Cuelvis, visitant l'Alcázar royal de Madrid, y voit le tableau qu'il décrit ainsi :

« Une image qui représente un homme et une jeune femme unissant leurs mains comme s'ils étaient en train de se faire une promesse de mariage. Il y a beaucoup de choses écrites et aussi ceci : « Promittas facito, quid enim promittere laedit ? Pollicitis dives quilibet esse potest »,. »

- Il figure dans l'inventaire, en 1700, de la collection royale espagnole :

« Une peinture sur bois avec deux portes qui se ferment, un cadre en bois doré et des vers d'Ovide inscrits sur le cadre de la peinture, qui montre une femme allemande enceinte, vêtue de vert, serrant la main d'un jeune homme ; ils semblent se marier de nuit, et les vers déclarent qu'ils se trompent l'un l'autre et les portes sont peintes en faux marbre : prix, seize doublons. »

- Durant les guerres napoléoniennes, le tableau disparaît d'Espagne et tombe entre les mains du lieutenant-colonel écossais James Hay, soit qu'il l'ait acheté, comme il le prétendra, en 1815 à Bruxelles, où il se remettait de blessures subies durant la bataille de Waterloo, soit, comme le supposent certains historiens d'art, qu'il l'ait obtenu comme butin de guerre lors de la bataille de Vitoria (1813), en Espagne, durant laquelle disparurent des œuvres d'art ayant appartenu à Joseph Bonaparte[11].
- En 1815, Toussaint-Bernard Émeric-David semble connaître le tableau, puisqu'il évoque, parmi d'autres œuvres de Van Eyck, « un jeune homme et une jeune femme allant se marier »[12].
- L'année suivante, le tableau est emporté par Hay en Grande Bretagne. Il est offert en consignation par l'entremise de Thomas Lawrence au prince régent George IV en 1816, étant alors décrit comme « un tableau dans un cadre doré — double portrait d'un homme et d'une femme joignant leurs mains — la femme habillée en vert — l'homme en noir avec un grand chapeau rond […] Par Jean van Eyck, l'inventeur de la peinture à l'huile »[13]. Le tableau est rendu en 1818, le prince régent ne souhaitant pas l'acquérir[14]. En 1841, à la faveur d'un intérêt accru pour les primitifs flamands, Hay prête le tableau à la National Gallery. Exposé sous le titre de « Portrait d'un gentilhomme et d'une dame », il donne lieu à des recensions détaillées et enthousiastes, tant du critique George Darley (en) dans l'Athenaeum[15] que dans le Blackwood's Magazine[16]. En 1842, la National Gallery, à l'instigation de Charles Lock Eastlake[17], achète le tableau pour 630 livres[18].

## Sujet
Le sujet exact du tableau Les époux Arnolfini est objet de discussion, depuis toujours,  pour les historiens de l'art
Le tableau représenterait Giovanni Arnolfini, riche marchand toscan établi à Bruges, portant un pourpoint noir et une huque de velours violet doublée de fourrure), et son épouse Giovanna Cenami, portant une robe bleue, une huve blanche, un surcot vert bordé de fourrure grise, avec un petit chien à leurs pieds.
Selon Erwin Panofsky, il s'agirait du mariage des deux personnages, célébré en privé, et dont Van Eyck serait le témoin (l'autre témoin étant l'homme dans le miroir) et le peintre. La main gauche de la femme, posée sur un ventre rebondi, annoncerait qu'elle est déjà enceinte (hypothèse spéculative car la taille de sa robe correspond à la mode de l'époque), ce qui expliquerait le mariage en secret. Le tableau serait un document juridique attestant de ce mariage, d'où la signature grandiloquente au-dessus du miroir (calligraphiée en mauvais latin, il est écrit « Johannes de Eyck fuit hic 1434 »). 
Cependant, cette interprétation est aujourd'hui assez controversée. Par exemple, il fut établi en 1997 que les époux Arnolfini en question ne s'étaient mariés qu'en 1447, soit six ans après la mort de Van Eyck. Les regards se sont alors tournés vers un autre Giovanni Arnolfini (lire, ci-dessous, le paragraphe Commanditaire).
Il n'en reste pas moins que cette peinture est considérée comme une des œuvres majeures de l'artiste. Il s'agit de l'un des plus anciens portraits non hagiographiques conservés. En outre, par son réalisme, la peinture livre de nombreux détails sur les conditions de vie matérielle de l'époque. Le tableau représente le couple en pied dans la chambre, l'homme tenant la main de la femme. La pose est hiératique et solennelle, ce qui se comprenait lorsque l'hypothèse du mariage secret avait cours ; certaines critiques y ont plutôt vu une marque d'ironie de la part du peintre.

## Aspects formels et stylistiques

### Spécificités matérielles
Ce portrait est une peinture à l'huile sur panneau de bois de chêne. La peinture à l’huile utilise des pigments naturels, minéraux ou végétaux réduits en poudre, comme colorants, de l’huile de lin ou de l'huile d'œillette comme liant, de l'essence de térébenthine comme solvant ainsi que diverses autres résines naturelles assurant la pérennité du tableau. Les avantages de la peinture à l’huile sont la souplesse et la résistance.
Les frères van Eyck utilisèrent la technique associant des résines transparentes, durables et souples, à l'huile. Jan démontre ici toute sa richesse, appliquant de grandes surfaces de couleurs vives, notamment les tentures et le dessus de lit ou le manteau vert de l’épouse. L’huile présente plusieurs avantages sur les techniques à l’eau comme la tempera utilisées jusque-là par les peintres. Transparente, elle permet un meilleur rendu de la profondeur et de la lumière; plus consistante, elle permet une finition plus minutieuse; séchant plus lentement, elle peut se travailler de façon plus méticuleuse.
La souplesse de la couche picturale autorisera par la suite le montage sur châssis (et non plus sur panneau) et donc des formats plus grands.

### Iconographie
Une foule de formes symboliques entourent le couple. En voici quelques-unes et quelques interprétations possibles :
- des cerises de l'arbre à l'extérieur et des oranges placées sur la table basse et sur l'appui de fenêtre : outre le fait que les oranges sont des produits exotiques de luxe soulignant la prospérité économique du commanditaire, ces fruits rappellent l'innocence d'avant le péché originel. Les cerises et les cives de verre soufflé symbolisent le paradis, les oranges (appelées en flamand sinaasappel, littéralement « pomme de Chine ») symbolisant la pomme d'Adam[24] ;
- le lustre porte une bougie allumée : au-dessus du couple, elle se pose en flamme nuptiale ;
- le petit chien au premier plan : pour la fidélité conjugale ;

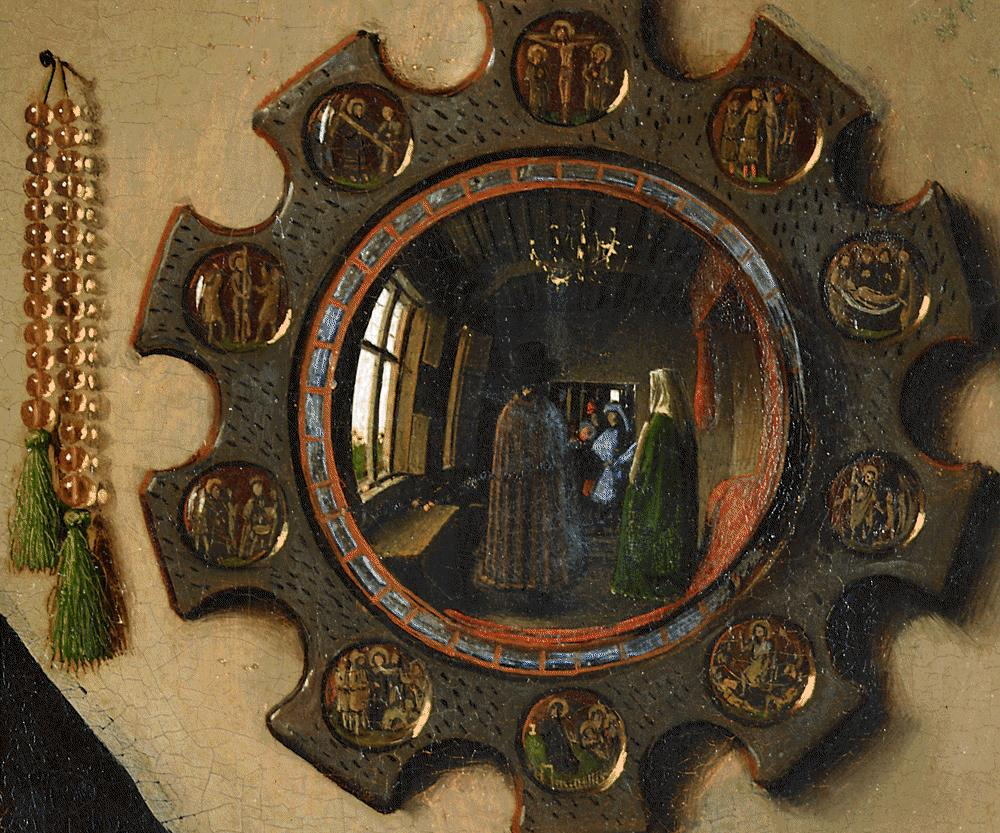
Détail du miroir, sous l'inscription Johannes de eyck fuit hic.

- Détail du miroir, sous l'inscription Johannes de eyck fuit hic. le lit conjugal aux tentures d'un rouge vif : l'acte physique d'amour pour l'union parfaite de l'homme et de la femme (principe religieux) ;
- les patins, sandales d'extérieur : les chaussures que l'on enlève dans les lieux sacrés ;
- le miroir convexe, dit « miroir de sorcière » au centre de la composition, est une clé  importante : il permet au peintre de dessiner l’entièreté de la scène et de la pièce en une seule vue, de créer une perspective complexe avec des lignes fuyantes courbes car c’est un miroir bombé. Il est aussi peut-être une référence directe au métier d'Arnolfini, car ce type de miroir est inventé très exactement à cette époque pour les commerçants et les banquiers afin qu’ils surveillent leurs boutiques. De plus, lorsque l'on regarde attentivement le miroir, on peut remarquer que, dans le reflet, les époux ne se tiennent pas la main et que le chien (qui est un symbole de fidélité) a disparu. Cela pourrait signifier que le couple est en réalité infidèle ; le reflet nous montrerait donc l'envers du décor.

### Analyse stylistique
L’œuvre est le fidèle reflet des caractéristiques stylistiques des primitifs flamands, mais surtout illustre parfaitement le style de son auteur. On notera particulièrement :
- la minutie : dans cette peinture à usage privé, qui permet une vision très rapprochée, les détails sont rendus avec une précision microscopique, permise par l’utilisation de la peinture à l’huile et de pinceaux spécialement adaptés. Par exemple, dans le miroir suspendu sur le mur du fond, dont le cadre est décoré de médaillons représentant la passion du Christ, toute la pièce, avec son mobilier, le couple des époux vus de dos et le peintre lui-même, se reflète à l’envers dans une mise en abyme qui a rendu le tableau célèbre. On y aperçoit également deux autres personnages qui n’apparaissent pas dans le premier plan du tableau et une vue de Bruges à travers la fenêtre. Les patins abandonnés au sol par Arnolfini ont la semelle et le talon maculés de boue fraîche, ce qui rappelle que l'homme appartient au monde terrestre mais aucune valeur symbolique ne semble leur avoir été affectée[25] ;

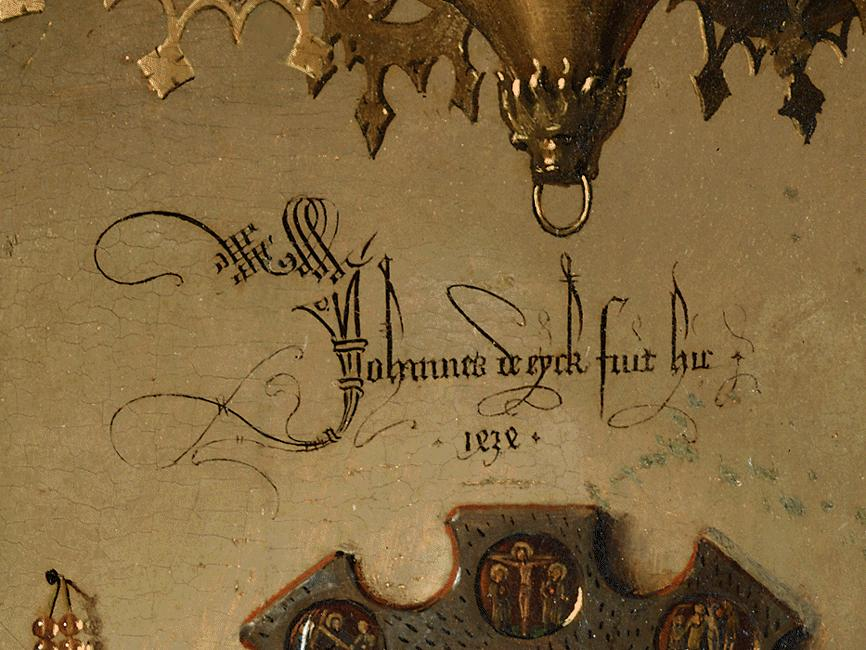
Inscription Johannes de eyck fuit hic

- Inscription Johannes de eyck fuit hicsignature ou acte de témoin : si le tableau porte le nom du peintre (ce qui est encore rare pour l'époque) la phrase au centre du tableau « Johannes de eyck fuit hic » (« Jan Van Eyck fut ici ») sur le mur au-dessus du miroir, pose le peintre comme témoin et invité de l'événement (« était là » plutôt que les signatures de peintre traditionnelles: « a fait »,« fecit », « a composé », pinxit, pingebat [26],[27] ;
- la richesse de la représentation des objets qui composent le décor : les Flamands s’enorgueillissaient du confort de leurs intérieurs, de leurs meubles et de leurs bibelots, et ils n’hésitaient pas à les faire figurer dans les tableaux, comme ici le chandelier, les meubles finement sculptés et décorés, les tissus etc. D’autres objets, dont la présence est plus problématique (comme les socques en bois), apparaissent également dans le tableau et c’est sur cela qu'Erwin Panofsky s’est appuyé pour élaborer sa thèse d’une cérémonie de mariage privée ;
- le réalisme : van Eyck souhaitait représenter la réalité le plus fidèlement possible, mais pour un spectateur moderne la scène paraît très artificielle en raison de la pose hiératique des personnages, y compris celle du chien. Aucun mouvement dans ce tableau dont les formes ont quelque chose de sculptural et dont l’atmosphère reste très théâtrale et dépourvue de spontanéité ;
- la perspective et de la lumière : elles caractérisent l’art de Van Eyck qui est un précurseur dans ce domaine. La lumière qui traverse la vitre modèle les formes avec délicatesse et crée la sensation d’espace ; le cadre architectonique et le recours au miroir au fond de la pièce donnent l’illusion de la profondeur. Diego Velasquez saura s’en souvenir lorsqu’il peindra les Ménines.

Si la perspective de Van Eyck n'a pas la rigueur géométrique des pratiques albertiennes qui apparaissent à la même époque en Italie, elle dit autre chose, plus symbolique que naturaliste. Ainsi plusieurs points de fuite coexistent dans la représentation spatiale : celle de la fenêtre aboutit sur le cœur de l'épouse, celle du lit sur le cœur de l'époux, celle du peintre et de l'observateur (et du reste du décor, planche, meuble…) sur le miroir. En somme, une démonstration en épanorthose de l'affirmation des Florentins (et d'Alberti en particulier) qui se disent alors « inventeurs de la perspective ».
Un chercheur a conclu en 2021, après une analyse informatique des points de fuite, que Van Eyck avait utilisé un cadre et un œilleton pour construire sa perspective ; mais qu'au lieu de les garder fixes, il les avait déplacés dans le sens vertical au fur et à mesure du relevé des lignes principales.

## Le commanditaire
On connaît deux Giovanni Arnolfini :

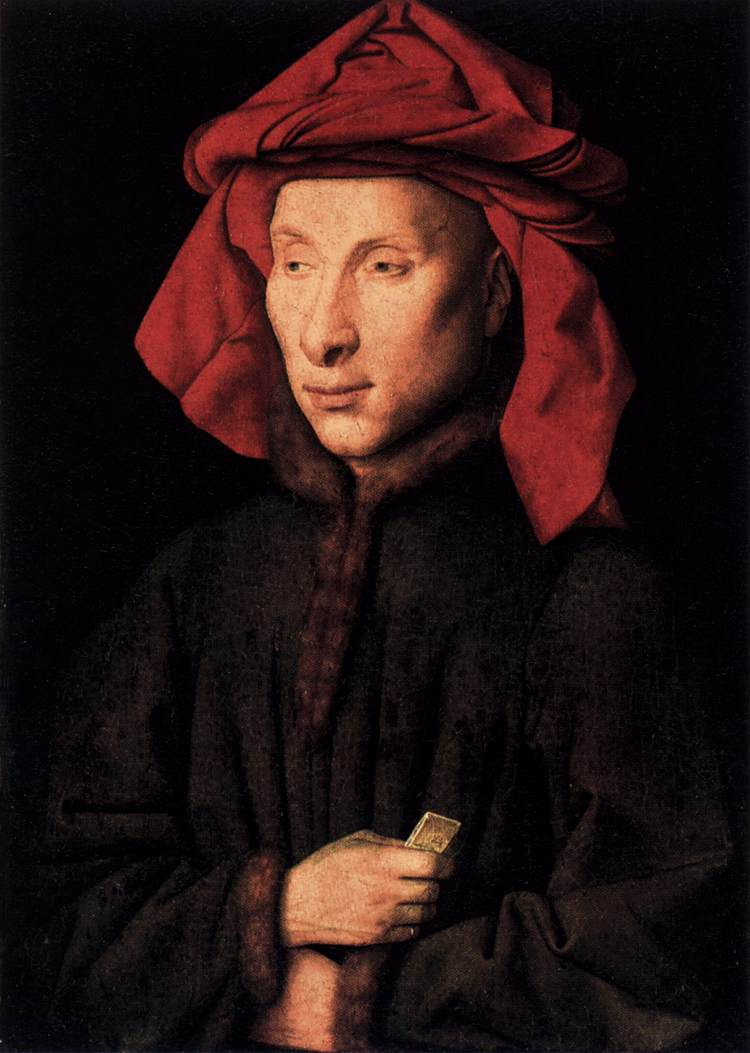
Portrait de Giovanni Arnolfini, 1438, Gemäldegalerie de Berlin.

Giovanni, fils d'Arrigo Arnolfini, né à Lucques vers 1400, s’installa à Bruges vers 1421 (les archives de Bruges contiennent la trace d’une grande vente de soie et chapeaux qu’il y effectua le 1er juillet 1421). Vers 1423 il vendit au duc de Bourgogne une série de six tapisseries avec des scènes de Notre-Dame pour un cadeau au pape. 
En 1431, il devint conseiller aulique de Philippe le Bon, puis chambellan et majordome de Charles le Téméraire qui l' anoblit trente ans plus tard. Comme il n' épousa Giovanna Cenami, d’une famille de banquiers de Lucques installée à Paris, qu'en 1447, notre tableau de 1434 pourrait  représenter les fiançailles seulement, tout en correspondant au principe du tableau de mariage.  En 1438, van Eyck fait le portrait en buste de Giovanni Arnolfini (ill. ci-contre).
En 1446, il accorda un prêt au duc et celui-ci en contrepartie lui accorda la ferme des droits de douane sur les marchandises importées d’Angleterre, ferme par la suite renouvelée pour six années supplémentaires. 
Les Arnolfini habitaient à Paris, rue de la Verrerie, dans le quartier Saint-Jacques-la-Boucherie. Giovanni entretint des relations cordiales avec le Dauphin, futur Louis XI, qui s’assura la collaboration de Giovanni dès sa montée sur le trône. Louis XI nomma Giovanni conseiller et garde des finances de Normandie et accorda en 1465 la nationalité française à Giovanni, ce qui facilita les relations avec la République de Lucques, qui prêta d’importantes sommes au Roi.

Giovanni Arnolfini mourut le 11 septembre 1470, et fut enterré dans la chapelle des marchands lucquois à Bruges. Lui et sa femme, morte en 1480, avaient légué tous leurs biens à Jean Cename, seigneur de Luzarches, leur neveu.

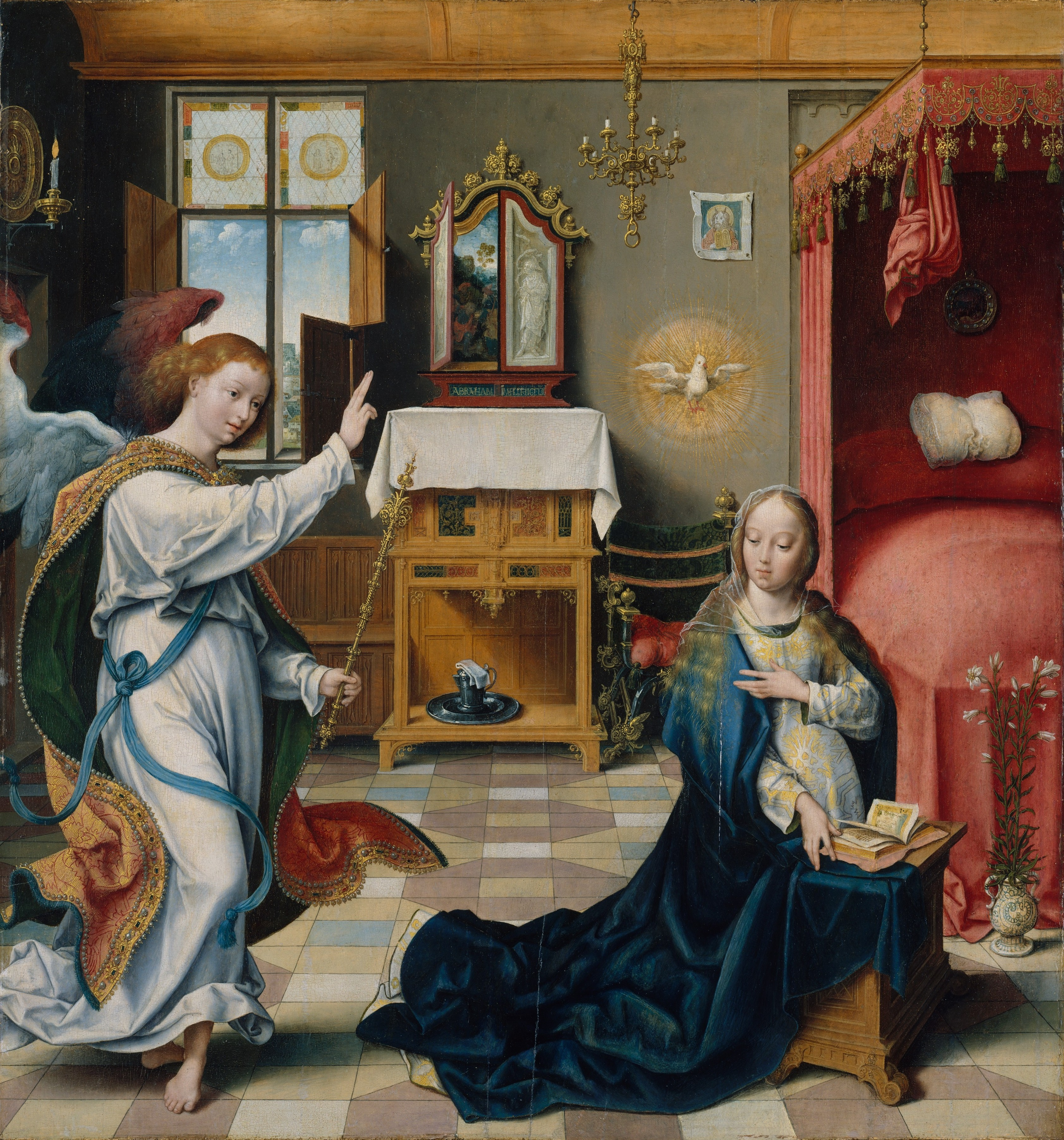
L’Annonciation de Joos van Cleve, ca. 1525

Giovanni, fils de Nicolao Arnolfini serait, selon une autre hypothèse, le commanditaire. Il est le cousin de Giovanni di Arigo Arnolfini. Il aurait fait réaliser le tableau en hommage, à titre posthume, à sa femme, ce qui expliquerait les couleurs du deuil qu'il porte, en noir et violet : grand chapeau noir, pourpoint noir, huque de velours violet bordée et doublée de martre zibeline, chausses noires, fines bottines noires, anneau d'or serti d'une pierre noire au second doigt.
Selon l'historienne de l'art Margaret Koster (article de 2003), de nombreux détails suggèrent que le tableau est bien un hommage funèbre de Giovanni di Nicolao Arnolfini à feu son épouse Costanza Trenta, morte en couches : les dix médaillons autour du miroir représentant les scènes de la Passion, ceux illustrant la mort de Jésus étant tournés vers la femme ; l'unique chandelle, symbole de la vie, curieusement allumée en plein jour, alors que du côté de la femme, de fines coulures de cire figées sur le fût d'une des branches du chandelier attestent qu'une chandelle fut là ; la patenôtre aux 29 perles translucides, accrochée au mur, évoquant la récitation du chapelet par le mari priant pour le salut de l'âme de son épouse ; sur un montant du lit, le portrait de sainte Marguerite, patronne des femmes enceintes.
Par ailleurs, la pièce, les bougies, le lit et la fenêtre pourraient évoquer l'ambiance chaleureuse annonçant une future grossesse, cadre fréquent des scènes religieuses d’Annonciation, comme celle peinte par Joos van Cleve, vers 1525 (ill. ci-contre).

## Postérité
Le tableau fait partie des « 105 œuvres décisives de la peinture occidentale » constituant le musée imaginaire de Michel Butor.
L'œuvre est décrite de façon critique par Víctor del Árbol dans son roman La Maison des chagrins paru chez Actes Sud en 2013 dans une traduction de Claude Bleton.[réf. nécessaire]
Le tableau apparaît dans le générique de la série à succès Desperate Housewives.
Dans le film V pour Vendetta, le personnage de V possède de nombreuses œuvres d'art, dont Les Époux Arnolfini.[réf. nécessaire]